# Nabat
Nabat és un grup skinhead de música oi! italià format a Bolonya l'any 1979 de tendència anarquista.

## Història
El 1981 van gravar el seu primer EP en casset compartit amb Rip Off. Es van separar per primera vegada l'any 1987 després d'un període de crisi a l'escena skinhead italiana de la qual van ser els principals promotors a través dels concerts organitzats per ells i el seu propi segell C.A.S. Records. Després de la separació, el guitarrista Stiv es va unir al grup Skrewdriver del Regne Unit.
Després de la mort del seu mànager Tiziano Ansaldi, també editor de la revista skinhead Working Class Kids, van tornar als escenaris el 1995 per a fer una sèrie de concerts benèfics per a la mare d'Ansaldi i, finalment, es van dissoldre el 1998.
L'any 2010, el retorn del guitarrista Riccardo Pedrini (entretant convertit en escriptor i membre del col·lectiu Wu Ming sota el pseudònim de «Wu Ming 5») va fer pensar en la reconstrucció del grup original.
L'any 2013, després de 17 anys d'absència dels estudis de gravació, van gravar un EP homònim publicat per Ansaldi Records en vinil de 7", amb tres cançons inèdites gravades als estudis West Link de Pisa amb Alessandro Paolucci i Alessandro Sportelli. El 2014 es va estrenar una treball compartit amb el grup oi! romà Colonna Infame Skinhead que conté dos temes, un inèdit i l'altre contingut en l'EP anterior.
El 2018 es va publicar el seu tercer àlbum Banda randagia, editat per C.A.S. Records i Ansaldi Records, que conté 11 cançons inèdites. El 2020 es publicà un disc compartit titulat Resta ribelle, produït pel segell de Viterbo Tufo Records, amb el grup de punk hardcore romà No More Lies i portada del dibuixant Zerocalcare.

## Discografia

### Àlbums d'estudi
- 1985 – Un altro giorno di gloria[7]
- 1996 – Nati per niente
- 2018 – Banda randagia[8]

### EP
- 1981 – Scenderemo nelle strade
- 1984 – Laida Bologna
- 2013 – Nabat EP

### Compartits
- 1981 – Nabat/Rip Off
- 2014 – Ti sei fermato ad ascoltare???
- 2020 – Resta ribelle

### Recopilacions
- 2000 – Nabat Early Years
- 2007 – Archivio Vol. 1
- 2009 – Archivio Vol. 2

### Directes
- 1994 – Live alla Morara